# Палиани, Шалва Камуевич
Шалва (Селим) Камуевич Палиани (груз. შალვა ფალიანი, тур. Selim Palyani; род. 5 апреля 1976, Местиа) — грузинский и турецкий боксёр, представитель лёгкой и полусредней весовых категорий. Выступал за сборную Турции по боксу в конце 1990-х — начале 2000-х годов, бронзовый призёр чемпионата Европы, победитель и призёр турниров международного значения, участник летних Олимпийских игр в Сиднее. В период 2002—2003 годов боксировал также на профессиональном уровне. Младший брат известного боксёра Рамаза Палиани.

## Биография
Шалва Палиани родился 5 апреля 1976 года в посёлке городского типа Местиа провинции Самегрело — Земо-Сванети Грузинской ССР. Занимался боксом под руководством заслуженного тренера Грузии Алексея Джапаридзе, ходил на тренировки с братьями Зурабом и Рамазом, которые впоследствии тоже стали весьма успешными боксёрами.
В конце 1990-х годов вместе со старшим братом Рамазом переехал на постоянное жительство в Турцию, где выступал под именем Селим. Выступал за стамбульский «Фенербахче», выиграл клубный чемпионат Турции 1998/1999.

### Любительская карьера
В 1999 году вместе с братом вошёл в основной состав турецкой национальной сборной, Рамаз выступал в весовой категории до 57 кг, Селим — до 60 или 63,5 кг. В зачёте лёгкой весовой категории одержал победу на Кубке Акрополиса в Афинах, принял участие в матчевой встрече со сборной Швеции в Стокгольме, выступил на международном турнире «Таммер» в Тампере и на чемпионате мира в Хьюстоне, где уже в 1/16 финала первого полусреднего веса был остановлен украинцем Вячеславом Сенченко.
На европейском первенстве 2000 года в Тампере стал бронзовым призёром в лёгком весе, проиграв в полуфинале россиянину Александру Малетину. Благодаря череде удачных выступлений удостоился права защищать честь страны на летних Олимпийских играх в Сиднее — в категории до 60 кг благополучно прошёл первых двоих соперников по турнирной сетке, тогда как в третьем четвертьфинальном бою вновь встретился с Александром Малетиным и снова потерпел от него поражение (6:21).
После сиднейской Олимпиады Палиани ещё в течение некоторого времени оставался в составе боксёрской команды Турции и продолжал принимать участие в крупнейших международных турнирах. Так, в 2001 году он завоевал бронзовую медаль на домашнем международном турнире «Ахмет Джёмерт» в Стамбуле, побывал на Средиземноморских играх в Тунисе и на чемпионате мира в Белфасте, где вновь был выбит из борьбы за медали россиянином Малетиным.

### Профессиональная карьера
Покинув расположение турецкой сборной, в 2002 году Шалва Палиани уехал в США и успешно дебютировал на профессиональном уровне, получив лицензию в Пенсильвании и Южной Каролине. В течение нескольких месяцев одержал четыре победы над не самыми сильными соперниками. В 2003 году атлетическая комиссия штата Нью-Йорк на основании медицинского обследования отстранила боксёра от боёв на профессиональном ринге, аннулировав лицензию.